# Yūki Takahashi (Ringer)
Yūki Takahashi (jap. 高橋 侑希, Takahashi Yūki; * 29. November 1993 in der Präfektur Mie) ist ein japanischer Ringer. Er wurde 2017 Weltmeister im freien Stil in der Gewichtsklasse bis 57 kg Körpergewicht.

## Werdegang
Yūki Takahashi begann als Jugendlicher 2003 mit dem Ringen und konzentriert sich dabei auf den freien Stil. Schon bald gehörte er zu den besten japanischen Nachwuchsringern in dieser Stilart und qualifizierte sich 2010 für die Teilnahme an den Olympischen Jugend-Spielen in Singapur. Er gewann dabei in der Gewichtsklasse bis 54 kg mit einem Sieg im Finale über den Aserbaidschaner Kanan Gulijew die Goldmedaille.
2012 belegte Yūki Takahashi bei der asiatischen Juniorenmeisterschaft (Juniors) in Almaty in der Gewichtsklasse bis 55 kg Körpergewicht hinter Asamat Schagapuly aus Kasachstan den 2. Platz. Im gleichen Jahr wurde er auch japanischer Oberschul-Meister in der Gewichtsklasse bis 55 kg. Danach wurde er Student an der Gakunin University in Tokio und Mitglied des dortigen Ringer-Clubs. Trainiert wird er dort von Yuji Takadi.
Im Juni 2013 belegte Yūki Takahashi beim Meiji-Cup in Tokio, der gleichzeitig die Qualifikation für die Weltmeisterschaft war, in der Gewichtsklasse bis 55 kg hinter Yasuhiro Inaba und vor Fumitaka Morishita den 2. Platz. Mit Fumitaka Morishita lieferte er sich in den folgenden Jahren noch viele Duelle bei den verschiedenen japanischen Meisterschaften bzw. Turnieren. Schon bei der japanischen Meisterschaft im Dezember 2013 traf er wieder auf diesen Ringer und verlor dieses Mal im Halbfinale.
Im Juni 2014 besiegte Yūki Takahashi Fumitaka Morishita beim Meiji-Cup und qualifizierte sich damit für die japanische Mannschaft bei der Weltmeisterschaft in Taschkent. In Taschkent nahm er also erstmals bei einer Weltmeisterschaft der Senioren teil. Er startete in der Gewichtsklasse bis 57 kg und verlor nach zwei gewonnenen Kämpfen gegen den Olympiadritten von 1012 Yang Kyong-il aus Nordkorea. Nach einem weiteren gewonnenen Trostrunden-Kampf gegen Kim Song-gwon aus Südkorea bekam er dann noch die Chance gegen Hassan Rahimi Sabzali aus dem Iran um eine Bronzemedaille zu kämpfen. Diesen Kampf verlor er aber.
Bei der japanischen Meisterschaft im Dezember 2014 belegte Yuki Takahashi hinter Fumitaka Morishita den 2. Platz.
Beim Meiji-Cup 2015 siegte Yūki Takahashi in der Gewichtsklasse bis 57 kg wieder über Fumitaka Morishita und qualifizierte sich damit wieder für die japanische WM-Mannschaft. Die Weltmeisterschaft 2015 fand in Las Vegas statt. Nach zwei gewonnenen Kämpfen unterlag Yūki Takahashi dort im Achtelfinale gegen Bechbayar Erdenebat aus der Mongolei. Da dieser danach das Finale nicht erreichte, schied er aus und kam nur auf den 9. Platz. Bei der japanischen Meisterschaft 2015 verpasste er dann auch noch einen Spitzenplatz und konnte sich deshalb beim Meiji-Cup 2016 auch nicht für die japanische Olympiamannschaft qualifizieren. Das war für ihn natürlich eine schwere Enttäuschung. Ein Trostpflaster für ihn war dann im Dezember 1916 der erstmalige Sieg bei der japanischen Meisterschaft, wo er in der Gewichtsklasse bis 57 kg den Titel gewann.
Im Mai 2017 wurde Yūki Takahashi in New Delhi erstmals Asienmeister in der Gewichtsklasse bis 57 kg Körpergewicht. Im Finale siegte er dabei über Nurislam Sanajew aus Kasachstan. Bei der Weltmeisterschaft im August 2017 in Paris war er in hervorragender Form und wurde in seiner Gewichtsklasse mit Siegen über Aso Palani, Kanada, Sandeep Tomar, Indien, Bechbayar Erdenebat, Wladimir Dubow, Bulgarien und Thomas Gilman aus den Vereinigten Staaten ziemlich unangefochten Weltmeister. Er war damit der erste japanische Ringer seit Toshio Asakura, der 1981 Weltmeister geworden war, der im freien Stil wieder einen Weltmeistertitel für Japan holte.
Im April 2018 stand Yūki Takahashi beim Mannschafts-Welt-Cup in Iowa City im japanischen Team. In der Gewichtsklasse bis 57 kg besiegte er dabei in den Vorrundenkämpfen Teimaras Wanischwili aus Georgien und in einer WM-Revanche erneut Thomas Gilman. Im Kampf um den 3. Platz besiegte er dann auch Reineri Andreu Ortega aus Kuba. Im Juni 2018 siegte er beim Meiji-Cup in Tokio und qualifizierte sich dadurch für die Teilnahme an den Asienspielen und der Weltmeisterschaft 2018. Bei den Asienspielen im August 2018 in Jakarta verlor er in der Gewichtsklasse bis 57 kg gleich seinen ersten Kampf gegen Kang Kum-song aus Nordkorea. Da Kang das Finale erreichte, konnte er in der Trostrunde weiterringen und sicherte sich dabei mit Siegen über Schandos Ismailow, Kasachstan und Liu Minghu, China noch eine Bronzemedaille. Bei der Weltmeisterschaft im Oktober 2018 kam Yūki Takahashi zu Siegen über Liu Minghu, Mikyay Salim Naim, Bulgarien und Wladislaw Andrejew, Weißrussland. Im Halbfinale musste er sich dem Russen Zaur Ugujew mit 2:7 Punkten geschlagen geben. Mit einem Sieg über Reineri Andreu Ortega sicherte er sich aber wiederum eine Bronzemedaille.
Im März 2019 stand Yūki Takahashi im japanischen Team beim Mannschafts-Welt-Cup in Yakutsk. Er siegte dort in der Gewichtsklasse bis 57 kg gegen Ali Karaboga, Türkei und Muslim Sadulajew aus Russland, unterlag gegen Reineri Andreu Ortega aus Kuba bei Punktegleichstand von 2:2 knapp nach Punkten und konnte im Kampf um den 3. Platz gegen die Vereinigten Staaten gegen Zachary Luke Sanders wegen einer Verletzung nicht mehr antreten. Im April 2019 startete er bei der Asienmeisterschaft im chinesischen Xi’an. In der gleichen Gewichtsklasse besiegte er dort Zou Wanhao aus China und Kim Sunggwon aus Südkorea, unterlag aber im Halbfinale gegen Kang Kumsong aus Nordkorea nach Punkten (1:3). In der Trostrunde sicherte er sich aber mit einem Punktsieg über den Inder Kumar Ravi eine Bronzemedaille.
Im Juni 2019 siegte er beim Meiji-Cup in Tokio, bei dem die Startplätze für die kommende Weltmeisterschaft ausgerungen werden, in der Gewichtsklasse bis 57 kg. Im Finale besiegte er dabei Kaiki Yamaguchi mit 6:3 nach Punkten. Bei der Weltmeisterschaft im September 2019 in Nur-Sultan (Kasachstan) siegte Yūki Takahashi über Diamantino Iuna Fafe, GBS und Daton Fix, Vereinigte Staaten, verlor aber im Viertelfinale gegen Kumar Ravi aus Indien. Da dieser das Finale nicht erreichte, schied er aus und belegte nur den 10. Platz.
Im Dezember 2019 verlor Yūki Takahashi im Finale der japanischen Meisterschaft gegen den Olympiazweiten von 2016 Rei Higuchi, der in die Gewichtsklasse bis 57 kg abtrainiert hatte, und belegte damit den 2. Platz.

## Internationale Erfolge
| Jahr | Platz | Wettbewerb                                           | Gewichtsklasse | Ergebnisse |
| 2010 | 1.    | Olympische Jugendspiele in Singapur                  | bis 54 kg      | nach Siegen über Maher Ghanni, Tunesien, Jefry de Jesus Serrata Garcia, Dominikanische Republik, Prince Mbambi, CGO, Mehmet Ali Daylak, Türkei und Kanan Gulijew, Aserbaidschan                                                    |
| 2012 | 2.    | Asiatische Juniorenmeisterschaft (Juniors) in Almaty | bis 55 kg      | hinter Asamat Schagapuly, Kasachstan, vor Farzad Amouzadeh Halil, Iran und Alibek Taschmatow, Kirgisistan |
| 2014 | 12.   | Takhti-Cup in Teheran                                | bis 57 kg      | Sieger: Jong Hak-jin, Nordkorea vor Rasul Kaliew, Kasachstan und Yang Kyong-il, Nordkorea |
| 2014 | 3.    | Yasar-Dogu-Memorial in Istanbul                      | bis 57 kg      | hinter Nomin Batbold, Mongolei und Fumitaka Morishita, Japan |
| 2014 | 2.    | Wacław-Ziółkowski-Memorial in Dąbrowa Górnicza       | bis 57 kg      | hinter Ibragim Iljasow, Russland, vor Wladislaw Andrejew, Ukraine und Michail Iwanow, Russland |
| 2014 | 5.    | WM in Taschkent                                      | bis 57 kg      | nach Siegen über Nasibulla Kurbanow, Usbekistan und Shokan Schingisow, Kasachstan, einer Niederlage gegen Yang Kyong-il, Nordkorea, einem Sieg über Kim Sung-gwon, Südkorea und einer Niederlage gegen Hassan Rahimi Sabzali, Iran |
| 2015 | 1.    | Wacław-Ziółkowski-Memorial in Warschau               | bis 57 kg      | vor Asamat Tuskajew, Russland, Zoheir El Quarrage, Frankreich und Georgi Wangelow, Bulgarien |
| 2015 | 9.    | WM in Las Vegas                                      | bis 57 kg      | nach Siegen über Kevin Joshua Bonilla Gomez, Honduras und Mahir Amiraslanow, Aserbaidschan und einer Niederlage gegen Bechbayar Erdeneboat, Mongolei                                                                               |
| 2016 | 3.    | Golden-Grand-Prix in Baku                            | bis 57 kg      | hinter Giorgi Edischeraschwili, Aserbaidschan und Nariman Israpilow, Russland |
| 2017 | 23.   | Iwan-Yarigin-Grand-Prix in Krasnojarsk               | bis 57 kg      | Sieger: Saur Ugujew, Russland vor Artjom Gebekow, Selimchan Abakarow und Nariman Israpilow, alle Russland |
| 2017 | 1.    | Asienmeisterschaft in New Delhi                      | bis 57 kg      | vor Zanabazar Zandanbud, Mongolei, Resa Atrinaghazali, Iran und Nusislam Sanejew, Kasachstan |
| 2017 | 1.    | WM in Paris                                          | bis 57 kg      | nach Siegen über Aso Palani, Kanada, Sandeep Tomar, Indien, Bechbayar Erdenebat, Wladimir Dubow, Bulgarien und Thomas Gilman, USA                                                                                                  |
| 2018 | 3.    | Asienspiele in Jakartea                              | bis 57 kg      | nach einer Niederlage gegen Kang Kum-song, Nordkorea und Siegen über Schandos Ismailow, Kasachstan und Liu Minghu, China |
| 2018 | 3.    | WM in Budapest                                       | bis 57 kg      | nach Siegen über Liu Minghu, Mikyay Salim Naim, Bulgarien und Wladislaw Andrejew, Weißrussland, einer Niederlage gegen Zaur Uguhew, Russland und einem Sieg über Reineri Andreu Ortega, Kuba                                       |
| 2019 | 3.    | Asienmeisterschaft in Xi’an                          | bis 57 kg      | nach Siegen über Zou Wanhao, China und Kim Sunggwon, Südkorea, einer Niederlage gegen Kang Kumsong, Nordkorea und einem Sieg über Kumar Ravi, Indien                                                                               |
| 2019 | 10.   | WM in Nur-Sultan                                     | bis 57 kg      | nach Siegen über Diamantino Iuna Fafe, GBS und Daton Fix, USA und einer Niederlage gegen Kumar Ravi |

## Nationale Titelkämpfe und Turniere
| Jahr | Platz | Wettbewerb                     | Gewichtsklasse | Ergebnisse                                                         |
| 2012 | 1.    | Japan. Collegiat-Championships | bis 55 kg      | vor Ryosuke Sugimoto, Kyohei Yago und Yuya Kawabata                |
| 2013 | 2.    | Meiji-Cup in Tokio             | bis 55 kg      | hinter Yasuhiro Inaba, vor Fumitaka Morishita und Mamoro Handa     |
| 2013 | 3.    | Japan. Meisterschaft           | bis 55 kg      | hinter Fumitaka Morishita und Yasuhiro Inaba                       |
| 2014 | 1.    | Meiji-Cup in Tokio             | bis 57 kg      | vor Fumitaka Morishita                                             |
| 2014 | 2.    | Japan. Meisterschaft           | bis 57 kg      | hinter Fumitaka Morishita, vor Kazuna Koyanagi und Kazunari Oshiro |
| 2015 | 1.    | Meiji-Cup in Tokio             | bis 57 kg      | vor Fumitaka Morishita                                             |
| 2016 | 1.    | Japan. Meisterschaft           | bis 57 kg      | vor Toshihiro Hasegawa                                             |
| 2017 | 1.    | Japan. Meisterschaft           | bis 57 kg      | vor Toshihiro Hasegawa, Kaiki Yamaguchi und Yasuhiro Morita        |
| 2018 | 1.    | Meiji-Cup in Tokio             | bis 57 kg      | vor Toshihiro Hasegawa, Kanta Okada und Rikuto Arai                |
| 2018 | 1.    | Japanische Meisterschaft       | bis 57 kg      | vor Kaiki Yamaguchi, Daiki Araki und Kazuya Koyanagi               |
| 2019 | 1.    | Meiji-Cup in Tokio             | bis 57 kg      | vor Kaiki Yamaguchi, Toshihiro Hasegawa und Rikuto Arai            |
| 2019 | 2.    | Japanische Meisterschaft       | bis 57 kg      | hinter Rei Higuchi und vor Kotaro Kiyooka und Yudai Fujita         |

Erläuterungen
- alle Wettkämpfe im freien Stil
- WM = Weltmeisterschaft